# Trädgårdsföreningens park
Trädgårdsföreningen is een park in het centrum van Göteborg, dat stamt uit het midden van de negentiende eeuw. In het park staan verschillende gebouwen, zoals het rosarium en het palmhuis, maar ook winkeltjes, cafés en restaurant Trägårn. Er is een grote fontein, en ruimte voor optredens, waar vooral tijdens Göteborgs kalaset, het grote zomerfeest in Göteborg, vele optredens plaatsvinden.
De ingang tot het park is te vinden aan de Södra Vägen. Dat is aan de andere kant van het plein dat aan het einde (centrumkant) van Avenyn ligt, nog voor men de gracht over gaat.